# Synagoge (Borculo)
De synagoge van Borculo is een joods gebedshuis aan de Weverstraat in Borculo in de Achterhoekse gemeente Berkelland.

## Geschiedenis
Al in de 17e eeuw woonden er Joden in Borculo. In 1840 werd een synagoge gesticht in de Weverstraat, deze is in 1877 vervangen door het huidige gebouw. Een mikwe (badhuis) en een schooltje voor godsdienstonderwijs maakten deel uit van het complex. Synagoge en school liepen flinke schade op bij de stormramp van 1925, de school werd aan de Korte Wal herbouwd.
De synagoge werd gedurende de Duitse bezetting eind 1941 in brand gestoken, de heilige voorwerpen waren uit voorzorg eerder al in veiligheid gebracht. Een aantal Borculose Joden wist onder te duiken, maar honderd van de honderdzestig overleefden de naziterreur niet. Een plaquette met de namen van zevenentachtig in de kampen in Oost-Europa omgekomenen bevindt zich in het gebouw, ze hing eerder in het metaheerhuis op de begraafplaats aan de Van Coeverdenstraat. 

## Restauratie
De gedecimeerde joodse gemeenschap van Borculo moest na de Tweede Wereldoorlog de synagoge verkopen. Het gebouw deed in de loop der jaren dienst als opslagruimte en kwam ten slotte in eigendom bij een plaatselijke slager die er een vleesrokerij in vestigde. Sinds 1975 werden er acties ondernomen voor het behoud van de voormalige synagoge. In het begin van de jaren negentig lieten de toenmalige eigenaar en de gemeente Borculo de buitenkant van het gebouw herstellen. In 2008 kwam ook de restauratie van het interieur gereed. De volledig herstelde  synagoge en mikwe herbergt nu op de voormalige vrouwengalerij het educatief Borculo's Joods Museum. Het gebouw dat status van rijksmonument heeft wordt verder vier dagen per week door cliënten van een zorginstelling gebruikt als kunstwerkplaats.

## Stolpersteine
In de straten van Borculo zijn in 2011 naar een idee van de Duitse kunstenaar Gunter Demnig de eerste 28 'Stolpersteine' (struikelstenen) in het plaveisel gelegd bij huizen van waaruit in de Tweede Wereldoorlog Joden zijn weggevoerd.